# Chirk Amateur Athletic Association Football Club
Maillots
Le Chirk Amateur Athletic Association Football Club est un club gallois de football basé à Chirk, au pays de Galles. Le club joue en Premier division de la Welsh National League depuis leur relégation subie après une saison dans le Cymru Alliance.
L'équipe réserve du club joue dans la division de réserve de la Welsh National League.

## Histoire
Chirk, tout comme les équipes locales de Wrexham, Oswestry et Druides, est l'un des membres fondateurs de la Welsh Football.
Les premières équipes du Chirk AAA FC sont principalement constituées d'employés de Chirk Castle et Black Park Colliery. Chirk ne joue que quelques matchs amicaux contre des équipes locales jusqu'en octobre 1877. Les archives de la Football Association suggèrent néanmoins que le club fait ses débuts en compétitions officielles lors de la FA 1885-86, en perdant au premier tour à Burslem Port Vale 3 - 0.
Billy Meredith commence sa carrière de footballeur au Chirk AAA FC avant de rejoindre Manchester City.

## Palmarès
Tiré du site web du Chirk AAA FC
- Vainqueur de la Welsh Cup : (5) 1886–87, 1887–88, 1889–90, 1891–92, 1893–94[3]
- Finaliste de la Welsh Cup : (1) 1892–93[3]
- Vainqueur de la Welsh Amateur Cup : (3) 1958–58, 1959–60, 1962–63
- Finaliste de la Welsh Amateur Cup : (2) 1951–52, 1954–55
- Champion de The Combination : (1) : 1899–1900[4]
- Champion de première division de la Welsh National League : (8) 1947–48, 1949–50, 1951–52, 1958–59, 1959–60, 1960–61, 1983–84, 2012-13
- Champion de deuxième division de la Welsh National League : (2) 1978–79, 1984–85
- Vainqueur de la North Wales Alliance Cup : (2) 1919–20, 1920–21
- Vainqueur de la coupe de la Welsh National League (Premier division) : (4) 1988–89, 1990–91, 1998–99, 2003–04
- Vainqueur de la coupe de la Welsh National League (Division 1) : (1) 1953–54
- Vainqueur de la coupe de la Welsh National League (Division 2) : (4) 1975–76, 1976–77, 1978–79, 1984–85
- Vainqueur de la Horace Wynne Cup : (1) 1978–79
- Vainqueur de la Carlsberg Pub and Club Cup Cymru : (1) 1996–97